# چدرتن
latitudeچدرتنlongitudeچدرتن
چدرتن (به انگلیسی: Chadderton) شهریست در منطقه کلانشهر اولدهام در منچستر بزرگ در انگلستان. این شهر در امتداد جریان رودخانهٔ ایرک و آبراه روچدیل در میان تپه‌های پناینز در فاصلهٔ ۱٫۶ کیلومتری غرب اولدهام، ۷٫۲ کیلومتری جنوب روچدیل و ۹٫۷ کیلومتری شمال شرقی شهر منچستر قرار دارد.
چدرتن در سده‌های میانه عمدتاً به خاطر دو خانهٔ اعیانی فاکسدنتن هال و چدرتن هال و خانواده‌های صاحب‌نام مالک این دو خانه معروف بود. دامداری و بافندگی و ریسندگی با دستگاه ریسندگی دستی صنعت اصلی این منطقه بود.
تبدیل چدرتن به شهر و گسترش آن بیشتر همراه با پیشرفت تولید منسوجات در دوران انقلاب صنعتی در دوره ویکتوریا بود. در اواخر سدهٔ نوزدهم در خلال یک افزایش ناگهانی کارخانه‌سازی چدرتن از یک منطقهٔ نیمه‌روستایی تبدیل به یک شهر صنعتی اصلی و دومین منطقهٔ پرجمعیت شهری در بریتانیا گردید. تا سال ۱۹۱۴ بیشتر از ۵۰ کارخانه ریسندگی در چدرتن بر پا شد. گرچه صنایع چدرتن در اواسط سدهٔ بیستم رو به افول گذاشت، ولی شهر با گسترش حومه و نوسازی شهری رشد پیدا کرد. کارخانه‌های ریسندگی ساخته شده با آجرهای قرمز رنگ که هم‌اکنون به عنوان انبار مرکز پخش کالا به کار می‌روند یادگارهای گذشته صنعتی این شهر به حساب می‌آیند. برخی از این ساختمان‌ها به دلیل اهمیت داشتن از جنبهٔ معماری، تاریخی و فرهنگی جزء بناهای فهرست شدهٔ بریتانیا هستند.

## تاریخچه

### ریشهٔ نام
نام چدرتن (Chadderton) از واژهٔ Caderton که گمان می‌رود مرکب از واژهٔ بریتونی Cader یا Cater (ولزی جدید:Caer) که اشاره بر استحکامات در میان تپه‌ها دارد و پسوند انگلیسی باستان ton به معنی سکونتگاه است می‌باشد. بنیاد پژوهش نام‌ها وابسته به دانشگاه ناتینگهام نظری مشابه این گمان دارد مبنی بر این که نام چدرتن به معنی مزرعه یا اقامتگاه در پای تپه‌ای به نام "Cadeir" است. گمان می‌رود که پیشینهٔ این نام به سدهٔ هفتم میلادی هنگامی که آنگل‌ها پس از نبرد چستر در این منطقه ساکن شدند بر می‌گردد. گفته می‌شود که مهاجران انگل به تعدادی سلت بریتونیک ساکن در این منطقه برخوردند و نامی که آن‌ها روی این تپه گذاشته بودند را با پسوند انگلیسی ton ترکیب کردند و این منطقه را به این ترتیب نامگذاری کردند.  شیوه‌های کهن نگارش این نام عبارت بودند از: Chaderthon، Chaderton Chaterton، Chatherton. نخستین ثبت نوشتاری شناخته شدهٔ چدرتن با شیوهٔ نگارش کنونی در سندی قانونی مربوط به اجارهٔ یک زمین در حدود سال ۱۲۲۰ میلادی است.

### نخستین دوره‌های تاریخی

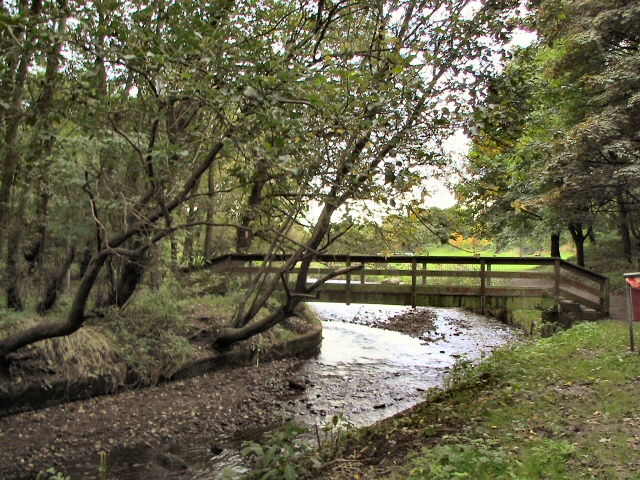
چدرتن فولد که رود ایرک از میان آن می‌گذرد مرکز باستانی شهر چدرتن بود, جایی که آثاری از روزگار تاریک و سده‌های میانه در آنجا کشف شده است.

پژوهش بر روی نام‌های مکان‌ها در چدرتن نشان می‌دهد که نخستین ساکنان این منطقه بریتون‌های باستان بودند. بقایای جاده‌های رومیان کشف‌شده که از میانهٔ شهر می‌گذرد و جادهٔ محلی استریت بریج زمانی گذرگاهی برای عبور لشکریان رومی بوده که احتمالاً این گذرگاه به بلکستون اج می‌رسیده است. بقایای یک گورپشته در چدرتن فولد نشان می‌دهد که این گورپشته مربوط به اوائل سده‌های میانه و احتمالاً اوائل دوران انگلستان در عهد آنگلوساکسون‌ها هنگامی که آنگل‌ها در منطقهٔ چدرتن ساکن شدند است.
نام چدرتن در کتاب روز رستاخیز سال ۱۸۰۶ نیامده است. این نام نخستین بار در سندی قانونی مربوط به ۱۲۲۰ میلادی آمده است. در این سند نوشته شده‌است که رابرت کشیش پرستویچ زمینی را به ریچارد پسر گیلبرت در ازای پرداخت سالیانهٔ یک پنی نقره واگذار کرد. در اواسط سده‌های میانه قطعه‌هایی از زمین‌های چدرتن به بنیادها و دستگاه‌های دینی واگذار شد که از جمله این بنیادها می‌توان به کاکرسند ابی و نشان یوحنای مقدس اشاره کرد. در سده‌های میانه تیول چدرتن شامل یک شهر کوچک بود که مرکز آن بر روی تپه‌ها قرار داشت و تپه نیز در کنار ساحل رودخانه ایرک واقع بود. این تپه با نام چدرتن فولد شناخته می‌شد. در روی این تپه چندین کلبه وجود داشت که این کلبه‌ها دور خانه اربابی چدرتن هال و یک آسیاب آبی قرار داشتند. چدرتن هال ملک و محل سکونت دی چدرتنز بود. جفری دی چدرتن در سدهٔ سیزدهم تیولدار و ارباب توتینگتن شد. فعالیت دی چدرتنز در امور دینی و ملی به این شهر کوچک که تا آن زمان یک منطقهٔ روستایی بی نام و نشان بود پرستیژ و اعتبار بخشید. ویلیام چدرتن از سال ۱۵۷۹ تا ۱۵۹۵ اسقف چستر بود و دارای پست‌های آکادمیک برجسته‌ای از قبیل استاد الهیات بانو مارگارت بود. لورنس چدرتن نخستین استاد کالج امانوئل و در زمرهٔ نخستین مترجمان ورژن شاه جیمز انجیل بود. توتینگتن در اواسط سدهٔ پانزدهم تجزیه شد و از درون آن چندین خانوادهٔ اربابی پدید آمد که هر کدام آن‌ها با خانوادهٔ سلطنتی انگلستان پیوندی داشتند. شش کلانتر بزرگ لانکاشر و فرماندار جزیره من از میان خانواده‌های رادکلیف، اشتون و هورتن برگزیده می‌شد. علاوه بر مقام‌های عالیرتبه‌ای که در خانهٔ اربابی چدرتن زندگی می‌کردند جمعیت چدرتن در خلال سده‌های میانه شامل اجتماع کوچکی از ملتزمان می‌شد که بیشتر آن‌ها به شغل کشاورزی و دامداری مشغول بودند که این مشاغل شامل کشت یا آسیاب کردن گندم و حبوبات یا پرورش گاو و گوسفند و خوک و پرنده می‌شد. کارگران درآمد خود را از راه بافندگی در خانه با دستگاه نخریسی تأمین می‌کردند. این اجتماع در اثر شیوع مرگ سیاه در سال ۱۶۴۶ از میان رفت.

### نساجی و انقلاب صنعتی

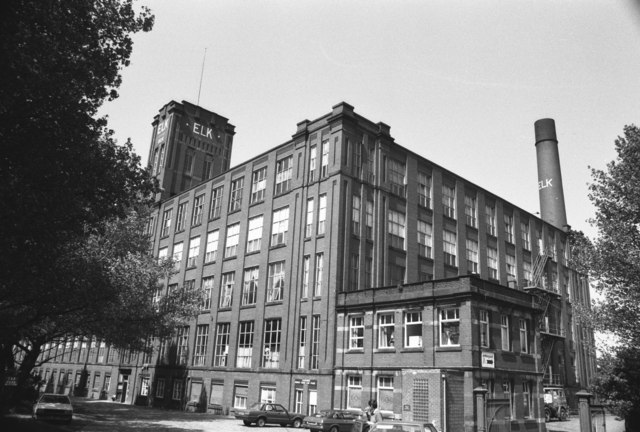
کارخانهٔ الک ساخته‌شده در سال ۱۹۲۶ (در مرز میان رویتن-و چدرتن) یکی از بزرگترین و مدرن‌ترین کارخانه‌های ریسندگی بریتانیا بود. این کارخانه در سال ۱۹۹۸ بسته شد و در سال ۱۹۹۹ ویران گردید.

تا اواسط سدهٔ هیجدهم میلادی منطقهٔ چدرتن و اطراف آن عموماً تشکیل شده بود از زمین‌های کشاورزی پراکنده. در این دوران جمعیت این شهر کمتر از هزار تن بود که عموماً شامل دامدارانی بودند که به چوپانی اشتغال داشتند، ولی در کارگاه‌های کوچک صنعتی به متقال‌بافی و ابریشم‌بافی نیز می‌پرداختند. در اوائل سدهٔ هیجدهم صنعتی‌سازی رشد کندی در چدرتن داشت، ولی هنگامی که تقاضا برای کالاهای نخی افزایش بافت و تکنولوژی سامانه مکانیزه نخ ریسی در اواسط سدهٔ هیجدهم بهبود پیدا کرد نیاز به ساختمان‌های بزرگتر و ابزار کارآمدتر آشکار گردید. در سال ۱۷۷۶ یک کارخانهٔ ریسندگی آبی در محلهٔ استاک بروک چدرتن بر پا گردید. آب و هوای مرطوب پایین پناینز جنوبی شرایط ایده‌آلی را برای تولید منسوجات فراهم آورد، زیرا در چنین اقلیمی نخ خشک نمی‌شد و از بین نمی‌رفت. در سدهٔ نوزدهم مکانیزه‌شدن بیشتر ریسندگی تولید نخ و پارچه را برای عرضه در مقیاس جهانی افزایش داد. هنگامی که انقلاب صنعتی پیشرفت کرد شرایط اقتصادی اجتماعی منطقه نیز تغییر کرده و کارخانه‌های ریسندگی با سیستم کارخانه‌ای منبع اصلی اشتغال در محل گردیدند. به دنبال آن کارخانه‌های چندطبقه با موتور بخار پدید آمد که موجبات روند شهرنشینی و دگرگونی فرهنگی را در منطقه پدید آورد. مردم منطقه به گونهٔ فزاینده‌ای از دامداری و ریسندگی خانگی فاصله گرفته و به تولید مکانیزه کالاهای نخی روی آوردند.

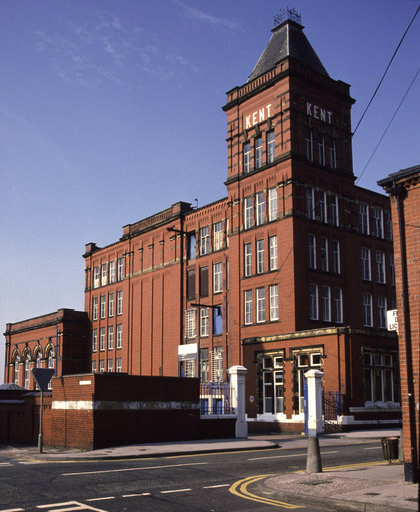
کارخانهٔ کنت در سال ۱۹۰۸ ساخته شد و بخشی از گروه کورتولدز بود. این کارخانه در سال ۱۹۹۱ بسته شد و در سال ۱۹۹۴ ویران گردید.

در خلال این دوران اولیه دگرگونی چدرتن فقط دارای دو نماینده در حوزه انتخابیه لانکاشر بود. در ابعاد ملی نیز پایان جنگ‌های ناپلئون در سال ۱۸۱۵ دوره‌ای از گرسنگی و بیکاری را برای کارگران نساجی پدید آورد. با وجود این و با وجود سال‌ها تنگدستی و ناآرامی تا سال ۱۸۲۶ هیچ خلل جدی در کار کارخانه‌ها پدید نیامد. در اوائل سال ۱۸۱۹ رکورد اقتصادی حاصل از شرایط بد اقتصادی به همراه فقدان حق رای در شمال انگلستان گرایش به بنیادگرایی سیاسی را در منطقه افزایش داد. اتحادیهٔ میهن‌پرستان منچستر که خواستار اصلاحات پارلمانی بود تظاهرات گسترده‌ای را در منچستر سازماندهی کرد. در ۱۶ اوت ۱۸۱۹ چدرتن (مانند شهرهای همسایه اش) از میان اهالی شهر به منچستر نیرو فرستاد تا در تظاهرات گسترده سیاسی که امروزه با نام کشتار پیترلو شناخته می‌شود شرکت کنند. در این تظاهرات ۱۵ نفر کشته و ۴۰۰ تا ۷۰۰ نفر زخمی شدند. دو تن از این پانزده تن به نام جان اشتون از کوهیل و تامس باکلی از برتریز از اهالی منطقه بودند.
بازارهای جدید در اروپا و آمریکای جنوبی تقاضا برای کالاهای ارزان نخی بریتانیا را افزایش داد. پنبهٔ خام از زمین‌های کشاورزی ایالات متحده به منچستر صادر می‌شد. کارخانه داران چدرتن و شهرهای کوچک همجوار پنبهٔ مورد نیاز خود را از بازارهای منچستر می‌خریدند و آن را تبدیل به نخ و لباس می‌کردند. جنگ داخلی آمریکا منجر به قحطی پنبه ۶۵-۱۸۶۱ در لانکاشر گردید. پیامد این قحطی پنبه تشکیل بورد محلی تندرستی در سال ۱۸۷۳ بود که هدف آن ایجاد تأمین اجتماعی و حفظ بهداشت در منطقه در خلال این بحران بود. با وجود رکود کوتاه‌مدت اقتصادی جمعیت شهری چدرتن پس از قحطی افزایش یافت. سودآوری ریسندگی کارخانه‌ای سبب شد تا بسیاری از زمین‌های باز ارزان قیمت که از دوران باستان برای کشاورزی و دامداری به کار می‌رفت تا سال ۱۸۹۱ زیر ساختمان‌های چندطیقهٔ آجری مستطیل شکل کارخانه‌ها ناپدید شود. دهکده‌ها و آبادی‌های چدرتن تبدیل به شهرک‌های صنعتی در اطراف این کارخانه‌ها شدند و شبکهٔ جدیدی از جاده‌ها، آبراهه‌ها و راه‌آهن‌ها ایجاد شد. دورنمای چدرتن را عموماً دودکش‌های کارخانه‌ها تشکیل می‌داد که روی بسیاری از آن‌ها نام کارخانه بر روی آجرهای سفیدرنگی نوشته شده بود. الدهام شهر همسایهٔ چدرتن که تا سال ۱۸۷۰ تبدیل به بزرگترین و پرمحصول‌ترین شهر صنعتی در جهان شده بود گسترش یافته و تا حاشیهٔ جنوب شرقی چدرتن پیشروی کرد. رشد و توسعهٔ دوران ویکتوریا تمرکز تجاری را از روی چدرتن فولد برداشت و تمرکز را روی جادهٔ میدلتن در حاشیهٔ شرقی چدرتن با اولدهام قرار داد. بین سال‌های ۱۷۷۸ تا ۱۹۲۶ شصت کارخانهٔ ریسندگی در چدرتن ساخته شد و ۶۰۰۰ نفر یعنی یک چهارم جمعیت چدرتن تا آغاز سدهٔ بیستم در این کارخانه‌ها کار می‌کردند. صنایع وابسته به نخریسی مانند مهندسی، استخراج زغال سنگ، سفیدکاری و رنگرزی در این دوران بر پا شد و بقیهٔ جمعیت چدرتن را در این بخش‌ها مشغول به کار کرد. فیلیپ استات یک معمار، مهندس عمران و نقشه‌بردار اهل چدرتن بود. کارخانه‌های اسکات در چدرتن از جمله بزرگترین کارخانه‌های بریتانیا بودند که گنجایش صنعتی شهر را چندین برابر کرده و جمعیت و تولید شهر را افزایش داده بودند.
پیامد اجتماعی این رشد صنعتی تراکم بسیار جمعیت و گسترش یافتن و بزرگ شدن طبقه کارگر بود. ولی در اثر این رشد در چدرتن نهادها و تجهیزات شهری نیز پدید آمد که از جمله می‌توان به سیستم روشنایی همگانی خیابان، کتابخانه کارنگی، استخر شنای همگانی و شورای شهر که ساختمان مخصوص به خود در شهر داشت اشاره کرد. هنگامی که در اواسط سدهٔ بیستم واردات ارزانتر نخ و منسوجات خارجی افزایش پیدا کرد بخش نساجی چدرتن از تکاپو باز ایستاد. صنعت نخریسی در دههٔ ۱۹۶۰ و ۱۹۷۰ به گونهٔ قابل‌توجهی افت پیدا کرد، به طوری که تا سال ۱۹۹۷ فقط دو کارخانه در این شهر کار می‌کرد. با وجود کوشش‌ها برای افزایش کارآیی و رقابت‌پذیری تولید آخرین نخ در این شهر در سال ۱۹۹۸ رسیده شد. بسیاری از کارخانه‌های بیکار امروزه تخریب شده‌اند. صنایع غیرنساجی کار خود را همچنان تا سدهٔ بیست و یکم ادامه می‌دهند؛ به ویژه صنایع هواگردسازی و تولیدات شیمیایی گیاهی که به ترتیب در جنوب چدرتن و فاکسدنتن قرار دارند.